# Gheorghe Amariei
Gheorghe Amariei (ur. 2 lipca 1973) – rumuński zapaśnik walczący w stylu klasycznym. Olimpijczyk z Atlanty 1996, gdzie zajął szesnaste miejsce w kategorii 130 kg.
Jedenasty na mistrzostwach świata w 1994 i dwunasty w 1995. Siódmy na mistrzostwach Europy w 1994 i 1996 roku.
- Turniej w Atlancie 1996

Przegrał z Sergeiem Mureico z Mołdawii i Yogi Johlem z Kanady.